# Higashi-Yamata (metropolitana di Yokohama)

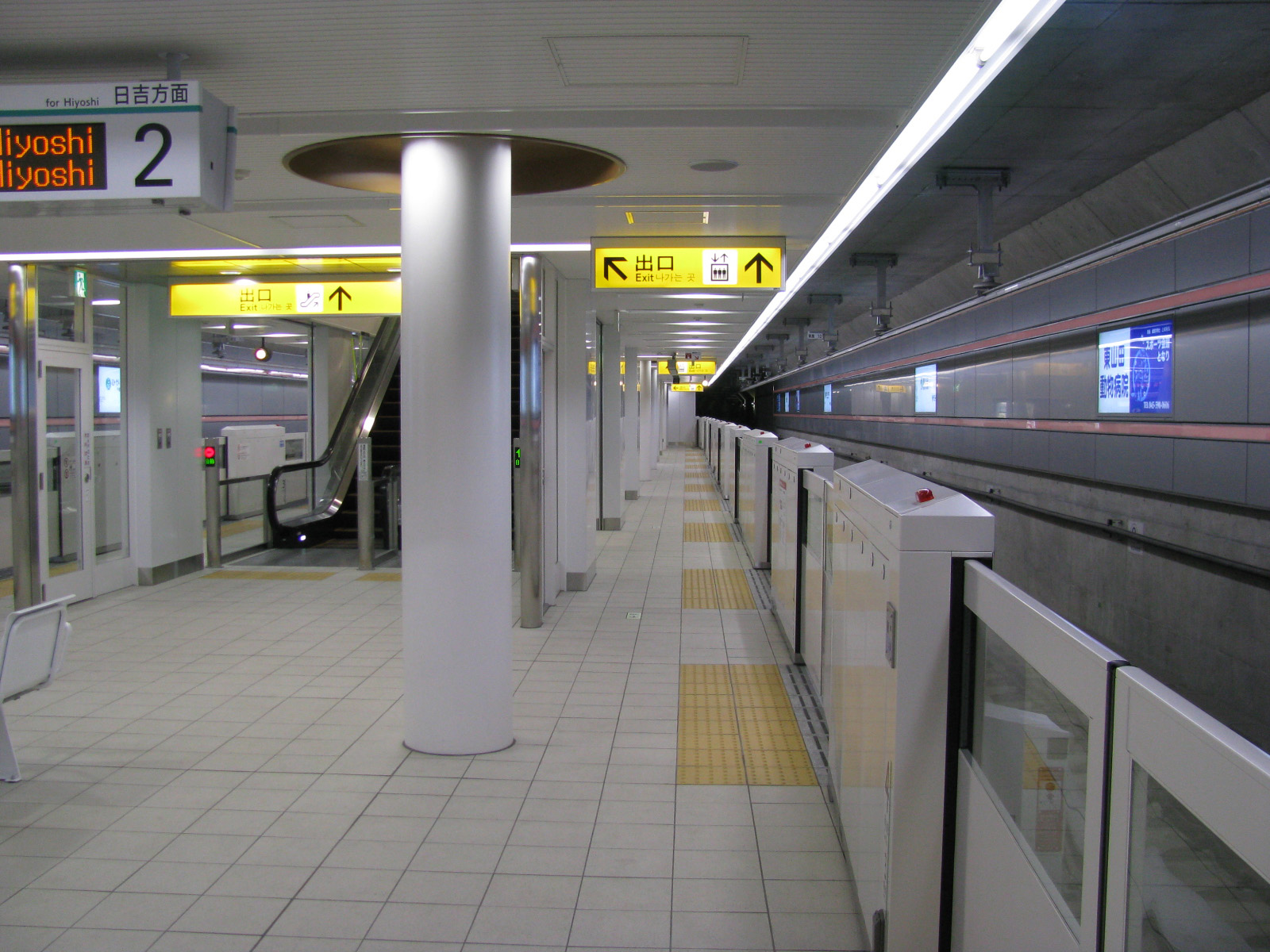
Vista della banchina

Higashi-Yamata (東山田駅?, Higashi-Yamata-eki) è una stazione della metropolitana di Yokohama che si trova nel quartiere di Tsuzuki-ku a Yokohama.

## Linee
Metropolitana di Yokohama
 Linea verde (linea 4)

## Struttura
La stazione è realizzata in sotterranea, con un marciapiede a isola e due binari passanti protetti da porte di banchina. Il mezzanino con i tornelli si trova in superficie, in un edificio basso in vetro e acciaio.
| 1 | Linea verde |  | per Center-Minami e Nakayama |
| 2 | Linea verde |  | per Hiyoshi                  |

## Stazioni adiacenti
| «           | Servizio    | »           |
| Linea verde | Linea verde | Linea verde |
| ----------- | ----------- | ----------- |
| Kita-Yamata | -           | Takata      |